# Diego Angulo Íñiguez
Diego Angulo Íñiguez (Valverde del Camino, 18 de julio de 1901-Sevilla, 5 de octubre de 1986) fue un historiador del arte español.
Profesor universitario plenamente dedicado a la docencia y a la investigación, Angulo realizó su tesis doctoral sobre la platería sevillana, y estudió la arquitectura mudéjar del antiguo Reino de Sevilla. Destacan sus obras Historia del Arte Hispanoamericano e Historia del Arte entre una vastísima producción bibliográfica, especializada preferentemente en el arte barroco español e hispanoamericano. Es autor del catálogo razonado del pintor Murillo, herramienta imprescindible para conocer su pintura y ejemplo metodológico para las siguientes generaciones de Historiadores del Arte. Diego Angulo, que aplicó una metodología de inspiración formalista al análisis artístico, dejó una profunda huella en la disciplina a la que se dedicó. Su alumno más famoso, luego también director del Museo del Prado, es Alfonso E. Pérez Sánchez. Especializado en la pintura española renacentista y barroca, ocupó en 1968 la dirección del Museo del Prado.

## Biografía
Nació en Valverde del Camino (Huelva) en 1901. Desde niño vivió en Sevilla, donde comenzó la carrera de Derecho, que más tarde abandonará para estudiar Filosofía y Letras en la Universidad de Sevilla. Después de obtener el grado de doctorado en Madrid, Diego Angulo Íñiguez se trasladó a Berlín para la ampliación de sus estudios, lugar donde se interesa por las artes decorativas e inicia una tesis sobre La orfebrería sevillana, que concluyó en Madrid en 1923. A su regreso a España, en 1922, se le brinda la oportunidad de incorporarse al Museo del Prado como miembro de la "Comisión Catalogadora". Se inicia entonces su labor al servicio del Museo, que continuará a lo largo de toda su vida, a través de distintos puestos. 
Seguía manteniendo su vinculación, a través de distintas personas como Manuel Gómez-Moreno, al Centro de Estudios Históricos que, en 1925, creará la revista Archivo Español del Arte, en la que Angulo publicará sus primeros artículos de investigación. En ese mismo año, obtuvo la cátedra de Historia del Arte de la Universidad de Granada y, a continuación la de Arte Hispanoamericano en la de Sevilla, ciudad en la que se desarrollaría la mayor parte de su actividad docente y literaria. En la capital hispalense fue asimismo director del Laboratorio de Arte, organismo desde el que llevó a cabo una importante y decisiva labor en pro de la historiografía artística en España, disciplina que había estado un tanto abandonada.
Tras un largo período de docencia en Sevilla, en 1939, se trasladó a Madrid tras conseguir la cátedra de Arte Moderno y Contemporáneo de la Universidad Complutense. Más tarde, en 1942 ingresó como miembro en la Real Academia de la Historia.
En 1949 se convirtió en el director de la revista Archivo Español del Arte, cargo que ocupó hasta su jubilación en 1972. A partir de 1953, también desarrollará en Madrid una interesante labor investigadora, y de promoción de la investigación, como director del Instituto Diego Velázquez del Consejo Superior de Investigaciones Científicas. En 1954 ingresó en la Real Academia de Bellas Artes de San Fernando.
Tras casi 30 años como miembro del Patronato del Museo del Prado, el 15 de agosto de 1968 se convierte en el nuevo director. Pero las presiones políticas le obligaron a dimitir en 1971.
Angulo Íñiguez murió en Sevilla en 1986.

## Obras escritas
- La orfebrería en Sevilla (1925)
- La escultura en Andalucía (1927)
- Planos de monumentos arquitectónicos de América y Filipinas existentes en el Archivo de Indias de Sevilla (1933)
- Bautista Antonelli. Las fortificaciones americanas del siglo XVI (1942)
- Historia del Arte Hispanoamericano (1945-1950)
- Alejo Fernández (1946)
- Velázquez: como compuso sus principales cuadros (1947)
- Historias del arte (1953)
- Velázquez (1960)
- Cuarenta dibujos españoles (1966)
- Pintura madrileña. Primer tercio del siglo XVII (1969)
- Pintura del siglo XVII (1971)
- Historia de la pintura española. Escuela toledana de la primera mitad del siglo XVII (1972)
- Pintura italiana anterior a 1600 (1979)